# Formel-1-Weltmeisterschaft 1981

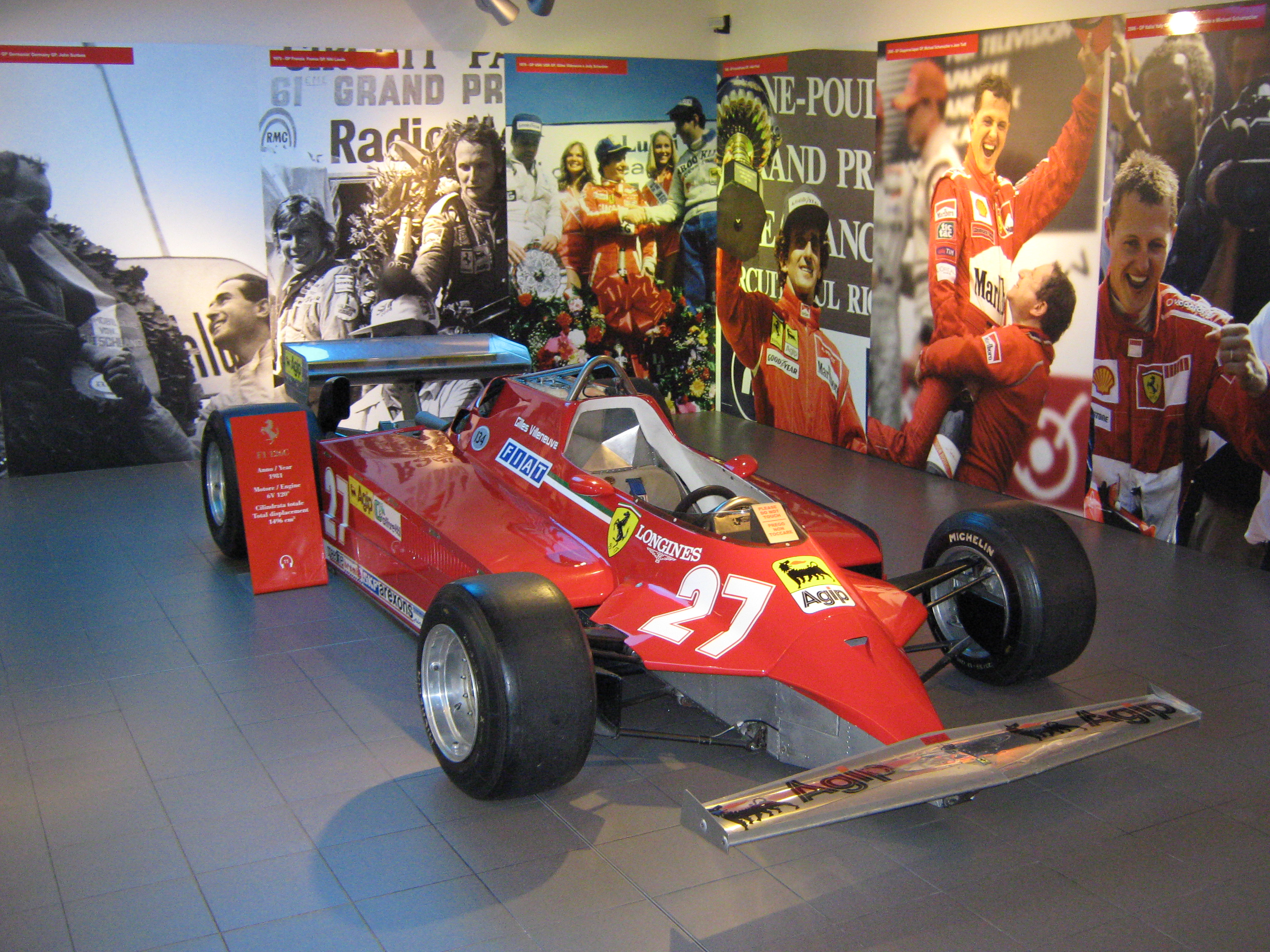
Ferrari 126CK mit der Startnummer 27 von Gilles Villeneuve (1981)

Die Formel-1-Weltmeisterschaft 1981 war die 32. Saison der Formel-1-Weltmeisterschaft. Sie wurde über 15 Rennen in der Zeit vom 15. März 1981 bis zum 17. Oktober 1981 ausgetragen. Nelson Piquet gewann zum ersten Mal die Fahrerweltmeisterschaft. Williams wurde zum zweiten Mal Konstrukteursweltmeister.

## Hintergrund
Die Saison 1981 war wie die Vor- und die Folgesaison geprägt vom sogenannten FISA-FOCA-Krieg. In ihm standen sich die von Jean-Marie Balestre geleitete FISA, eine für das Regelwerk der Formel 1 zuständige Unterorganisation der FIA, und die FOCA gegenüber, eine 1971 unter anderem von Bernie Ecclestone gegründeter Verband der Formel-1-Konstrukteure, der in erster Linie britische Werksteams angehörten. Seit 1980 hatten sich zwischen beiden Organisationen verschiedene Streitpunkte ergeben, zu denen neben der Verteilung von Einnahmen vor allem Fragen des Reglements gehörten. Einer der zentralen Aspekte waren die beweglichen Schürzen am unteren Ende der Seitenkästen (Skirts), die in den letzten Jahren üblich geworden waren. Sie hatten den Zweck, den Unterboden zur Optimierung des Bodeneffekts nahezu vollständig abzuschließen. Für die Saison 1981 verbot die FISA diese bodentiefen Schürzen und schrieb einen Abstand von 60 mm zwischen Schürze und Fahrbahn vor. Das bewirkte im Ergebnis eine Beschneidung des Ground-Effekts. Diese Entwicklung bevorzugte faktisch die zumeist kontinentaleuropäischen Turbo-Teams, während sich die vorrangig britischen FOCA-Teams benachteiligt fühlten. Als Reaktion darauf entwickelten viele Teams hydraulische oder ähnliche Mechanismen, mit denen die Wagen abgesenkt und angehoben werden konnten: Mit ihnen erreichten die Wagen im Stand den vorgeschriebenen Mindestabstand, während sie im Rennbetrieb auf ein niedrigeres Niveau herabsanken.
Im Zuge des FISA-FOCA-Kriegs löste die FIA außerdem die Automobil-Weltmeisterschaft auf und etablierte stattdessen die Formel-1-Weltmeisterschaft. Von 1981 an wurde die Serie daraufhin regelmäßig als Formel-1-Weltmeisterschaft bezeichnet.
Die FOCA nahm die anhaltenden Differenzen im November 1980 zum Anlass, sich von der FISA abzuspalten und eine eigene, in den Medien vielfach als „Piratenserie“ bezeichnete Meisterschaft zu organisieren, die ab 1981 unter dem Namen World Professional Championship ausgetragen werden sollte. Unter der Leitung von Ecclestone schloss die FOCA mit diversen Rennstrecken eigenständige Verträge ab und stellte einen Terminplan auf, der 18 Rennen weltweit enthielt. Bereits einen Monat später scheiterte die World Professional Championship: Sowohl die nationalen Automobilclubs als auch die Sponsoren und Zulieferer der Formel 1 stellten sich einheitlich hinter die FISA. Dennoch erzielten die Beteiligten bis zum Januar 1981 keine Klärung der Lage. Als Folge daraus musste der Große Preis von Argentinien, der am 25. Januar 1981 die neue Formel-1-Saison hätte eröffnen sollen, auf April verschoben werden. Erst im März 1981 einigten sich die FISA und die FOCA; das Ergebnis war das erste Concorde Agreement, mit dem die FISA oberstes regelgebendes Organ und als Inhaber der kommerziellen Rechte anerkannt wurde, wobei letztere allerdings an die FOCA abgetreten wurden.
Im Anschluss an das Concorde Agreement kam es auch zu einer Einigung über den Rennkalender 1981. Danach begann die Weltmeisterschaft am 15. März 1981 mit dem Großen Preis der USA West. Der zuvor am 7. Februar 1981 ausgetragene Große Preis von Südafrika, der ausschließlich von den FOCA-Teams bestritten wurde, war kein Rennen der Formel-1-Weltmeisterschaft.

## Teams und Fahrer
| Foto               | Team                                                  | Chassis                                         | Motor                       | Reifen | Nr.                 | Stammfahrer            | Rennen      |
| ------------------ | ----------------------------------------------------- | ----------------------------------------------- | --------------------------- | ------ | ------------------- | ---------------------- | ----------- |
| Williams FW07C     | Albilad Williams Racing Team TAG Williams Racing Team | Williams FW07C Williams FW07D                   | Ford Cosworth DFV 3.0 V8    | M G    | 01                  | Alan Jones             | 1–15        |
| Williams FW07C     | Albilad Williams Racing Team TAG Williams Racing Team | Williams FW07C Williams FW07D                   | Ford Cosworth DFV 3.0 V8    | M G    | 02                  | Carlos Reutemann       | 1–15        |
| Tyrrell 010        | Tyrrell Racing Team                                   | Tyrrell 010 Tyrrell 011                         | Ford Cosworth DFV 3.0 V8    | M A    | 03                  | Eddie Cheever          | 1–15        |
| Tyrrell 010        | Tyrrell Racing Team                                   | Tyrrell 010 Tyrrell 011                         | Ford Cosworth DFV 3.0 V8    | M A    | 04                  | Kevin Cogan            | 1           |
| Tyrrell 010        | Tyrrell Racing Team                                   | Tyrrell 010 Tyrrell 011                         | Ford Cosworth DFV 3.0 V8    | M A    | 04                  | Ricardo Zunino         | 2, 3        |
| Tyrrell 010        | Tyrrell Racing Team                                   | Tyrrell 010 Tyrrell 011                         | Ford Cosworth DFV 3.0 V8    | M A    | 04                  | Michele Alboreto       | 4–15        |
| Brabham BT49       | Parmalat Racing Team                                  | Brabham BT49C Brabham BT50                      | Ford Cosworth DFV 3.0 V8    | M G    | 05                  | Nelson Piquet          | 1–15        |
| Brabham BT49       | Parmalat Racing Team                                  | Brabham BT49C Brabham BT50                      | Ford Cosworth DFV 3.0 V8    | M G    | 06                  | Héctor Rebaque         | 1–15        |
| McLaren M29        | Marlboro McLaren International                        | McLaren M29F McLaren MP4/1                      | Ford Cosworth DFV 3.0 V8    | M      | 07                  | John Watson            | 1–15        |
| McLaren M29        | Marlboro McLaren International                        | McLaren M29F McLaren MP4/1                      | Ford Cosworth DFV 3.0 V8    | M      | 08                  | Andrea de Cesaris      | 1–15        |
| ATS D5             | Team ATS                                              | ATS D4 ATS D5                                   | Ford Cosworth DFV 3.0 V8    | M A    | 09                  | Jan Lammers            | 1–4         |
| ATS D5             | Team ATS                                              | ATS D4 ATS D5                                   | Ford Cosworth DFV 3.0 V8    | M A    | 09                  | Slim Borgudd           | 5–15        |
| ATS D5             | Team ATS                                              | ATS D4 ATS D5                                   | Ford Cosworth DFV 3.0 V8    | M A    | 10                  | Slim Borgudd           | 4           |
| Lotus 87           | Team Essex Lotus John Player Team Lotus               | Lotus 81B Lotus 87 Lotus 88 Lotus 88B           | Ford Cosworth DFV 3.0 V8    | M G    | 11                  | Elio de Angelis        | 1–3, 5–15   |
| Lotus 87           | Team Essex Lotus John Player Team Lotus               | Lotus 81B Lotus 87 Lotus 88 Lotus 88B           | Ford Cosworth DFV 3.0 V8    | M G    | 12                  | Nigel Mansell          | 1–3, 5–15   |
| Ensign N180        | Ensign Racing                                         | Ensign N180B                                    | Ford Cosworth DFV 3.0 V8    | M A    | 14                  | Marc Surer             | 1–6         |
| Ensign N180        | Ensign Racing                                         | Ensign N180B                                    | Ford Cosworth DFV 3.0 V8    | M A    | 14                  | Ricardo Londoño        | 2           |
| Ensign N180        | Ensign Racing                                         | Ensign N180B                                    | Ford Cosworth DFV 3.0 V8    | M A    | 14                  | Eliseo Salazar         | 7–15        |
| Renault RE20B      | Equipe Renault Elf                                    | Renault RE20B Renault RE30                      | Renault-Gordini EF1 1.5 V6t | M      | 15                  | Alain Prost            | 1–15        |
| Renault RE20B      | Equipe Renault Elf                                    | Renault RE20B Renault RE30                      | Renault-Gordini EF1 1.5 V6t | M      | 16                  | René Arnoux            | 1–15        |
| March 811          | March Grand Prix Team                                 | March 811                                       | Ford Cosworth DFV 3.0 V8    | M A    | 17                  | Derek Daly             | 1–3, 7–15   |
| March 811          | March Grand Prix Team                                 | March 811                                       | Ford Cosworth DFV 3.0 V8    | M A    | 17                  | Eliseo Salazar         | 4–6         |
| March 811          | March Grand Prix Team                                 | March 811                                       | Ford Cosworth DFV 3.0 V8    | M A    | 18                  | Eliseo Salazar         | 1–3         |
| March 811          | March Grand Prix Team                                 | March 811                                       | Ford Cosworth DFV 3.0 V8    | M A    | 18                  | Derek Daly             | 4–6         |
| Fittipaldi F8C     | Fittipaldi Automotive                                 | Fittipaldi F8C                                  | Ford Cosworth DFV 3.0 V8    | M A P  | 20                  | Keke Rosberg           | 1–10, 12–15 |
| Fittipaldi F8C     | Fittipaldi Automotive                                 | Fittipaldi F8C                                  | Ford Cosworth DFV 3.0 V8    | M A P  | 21                  | Chico Serra            | 1–10, 12–15 |
| Alfa Romeo 179D    | Marlboro Team Alfa Romeo                              | Alfa Romeo 179B Alfa Romeo 179C Alfa Romeo 179D | Alfa Romeo 1260 3.0 V12     | M      | 22                  | Mario Andretti         | 1–15        |
| Alfa Romeo 179D    | Marlboro Team Alfa Romeo                              | Alfa Romeo 179B Alfa Romeo 179C Alfa Romeo 179D | Alfa Romeo 1260 3.0 V12     | M      | 23                  | Bruno Giacomelli       | 1–15        |
| Ligier JS17        | Equipe Talbot Gitanes                                 | Ligier JS17                                     | Matra MS81 3.0 V12          | M      | 25                  | Jean-Pierre Jarier     | 1, 2        |
| Ligier JS17        | Equipe Talbot Gitanes                                 | Ligier JS17                                     | Matra MS81 3.0 V12          | M      | 25                  | Jean-Pierre Jabouille  | 3–7         |
| Ligier JS17        | Equipe Talbot Gitanes                                 | Ligier JS17                                     | Matra MS81 3.0 V12          | M      | 25                  | Patrick Tambay         | 8–15        |
| Ligier JS17        | Equipe Talbot Gitanes                                 | Ligier JS17                                     | Matra MS81 3.0 V12          | M      | 26                  | Jacques Laffite        | 1–15        |
| Ferrari F126CK     | Scuderia Ferrari SpA SEFAC                            | Ferrari 126CK                                   | Ferrari 021 1.5 V6t         | M      | 27                  | Gilles Villeneuve      | 1–15        |
| Ferrari F126CK     | Scuderia Ferrari SpA SEFAC                            | Ferrari 126CK                                   | Ferrari 021 1.5 V6t         | M      | 28                  | Didier Pironi          | 1–15        |
| Arrows A3          | Ragno Arrows Beta Racing Team                         | Arrows A3                                       | Ford Cosworth DFV 3.0 V8    | M P    | 29                  | Riccardo Patrese       | 1–15        |
| Arrows A3          | Ragno Arrows Beta Racing Team                         | Arrows A3                                       | Ford Cosworth DFV 3.0 V8    | M P    | 30                  | Siegfried Stohr        | 1–13        |
| Arrows A3          | Ragno Arrows Beta Racing Team                         | Arrows A3                                       | Ford Cosworth DFV 3.0 V8    | M P    | 30                  | Jacques Villeneuve sr. | 14, 15      |
|                    | Osella Squadra Corse                                  | Osella FA1B Osella FA1C                         | Ford Cosworth DFV 3.0 V8    | M      | 31                  | Miguel Ángel Guerra    | 1–4         |
| Piercarlo Ghinzani | Osella Squadra Corse                                  | Osella FA1B Osella FA1C                         | Ford Cosworth DFV 3.0 V8    | M      | 31                  | 5                      |             |
| Beppe Gabbiani     | Osella Squadra Corse                                  | Osella FA1B Osella FA1C                         | Ford Cosworth DFV 3.0 V8    | M      | 31                  | 6–15                   |             |
| 32                 | Osella Squadra Corse                                  | Osella FA1B Osella FA1C                         | Ford Cosworth DFV 3.0 V8    | M      | Beppe Gabbiani      | 1–5                    |             |
| 32                 | Osella Squadra Corse                                  | Osella FA1B Osella FA1C                         | Ford Cosworth DFV 3.0 V8    | M      | Piercarlo Ghinzani  | 6                      |             |
| 32                 | Osella Squadra Corse                                  | Osella FA1B Osella FA1C                         | Ford Cosworth DFV 3.0 V8    | M      | Giorgio Francia     | 7                      |             |
| 32                 | Osella Squadra Corse                                  | Osella FA1B Osella FA1C                         | Ford Cosworth DFV 3.0 V8    | M      | Miguel Ángel Guerra | 8                      |             |
| 32                 | Osella Squadra Corse                                  | Osella FA1B Osella FA1C                         | Ford Cosworth DFV 3.0 V8    | M      | Jean-Pierre Jarier  | 9–15                   |             |
| Theodore TY1       | Theodore Racing Team                                  | Theodore TY01                                   | Ford Cosworth DFV 3.0 V8    | M A    | 33                  | Patrick Tambay         | 1–7         |
| Theodore TY1       | Theodore Racing Team                                  | Theodore TY01                                   | Ford Cosworth DFV 3.0 V8    | M A    | 33                  | Marc Surer             | 8–15        |
|                    | Candy Toleman Motorsport                              | Toleman TG181                                   | Hart 415T 1.5 L4t           | P      | 35                  | Brian Henton           | 4–15        |
| 36                 | Candy Toleman Motorsport                              | Toleman TG181                                   | Hart 415T 1.5 L4t           | P      | Derek Warwick       | 4–15                   |             |

Anmerkungen
1. ↑  Teilnahme nur am Training

## Rennkalender
Der verbindliche Rennkalender für die Saison 1981 stand erst Mitte März 1981 fest. Infolge des FISA-FOCA-Krieges kam es zu diversen Veränderungen gegenüber der anfänglichen Planung.
Der Große Preis von Argentinien, der am 25. Januar 1981 die neue Formel-1-Saison hätte eröffnen sollen, wurde auf April verschoben, und der Große Preis von Südafrika fand letztlich überhaupt nicht als offizielles Formel-1-Rennen statt.
Im ursprünglichen Terminkalender der FISA war das Rennen in Kyalami als Formel-1-Rennen und als zweiter Weltmeisterschaftslauf des Jahres vorgesehen; Austragungsdatum war der 7. Februar 1981. Der Betreiber der Rennstrecke hatte für diese Veranstaltung außerdem einen Vertrag mit der FOCA geschlossen. Aufgrund der Streitigkeiten zwischen FISA und FOCA war es im Jahreswechsel 1980/81 zu erheblichen zeitlichen Verzögerungen gekommen, die unter anderem zu einer Verschiebung des Großen Preises von Argentinien von Januar auf April 1981 führten. Ende Dezember 1980 verfügte die FISA dann auch eine Verschiebung des Großen Preises von Südafrika auf Ende April. Da allerdings die Vorbereitung des Rennens einschließlich der Promotion und der Verpflichtung von Sponsoren bereits weit fortgeschritten war, hielten die südafrikanischen Organisatoren an dem ursprünglichen Termin im Februar fest. Die FISA rückte ihrerseits nicht von ihrem Standpunkt bezüglich der zugelassenen Fahrzeuge und des Termins ab und gab dem Großen Preis von Südafrika 1981 den Status eines Formula-Libre-Rennens. Das hatte zur Folge, dass das Regelwerk der Formel 1 keine Anwendung fand, sodass Autos mit seitlichen Schürzen, die nach der Vorstellung der FISA ab 1981 in der Formel 1 verboten waren, in Kyalami durchaus antreten konnten.
Letztlich nahmen lediglich die FOCA-Teams am Großen Preis von Südafrika 1981 teil. Die kontinentaleuropäischen Rennställe Alfa Romeo, Ferrari, Ligier, Renault und Osella blieben dem Rennen in Südafrika fern, sodass die Meldeliste elf Teams mit insgesamt 19 Fahrern umfasste.
| Nr. | Datum         | Grand Prix (Strecke)                 | Distanz (km) | Sieger                           | Zweiter                          | Dritter                          | Pole- Position                   | Schnellste Rennrunde             | Gesamtführender Fahrer           | Gesamtführender Konstrukteur |
| --- | ------------- | ------------------------------------ | ------------ | -------------------------------- | -------------------------------- | -------------------------------- | -------------------------------- | -------------------------------- | -------------------------------- | ---------------------------- |
| 01  | 15. März      | USA West (Long Beach)                | 261,625      | Alan Jones (Williams-Ford)       | Carlos Reutemann (Williams-Ford) | Nelson Piquet (Brabham-Ford)     | Riccardo Patrese (Arrows-Ford)   | Alan Jones (Williams-Ford)       | Alan Jones (Williams-Ford)       | Williams-Ford                |
| 02  | 29. März      | Brasilien (Jacarepaguá)              | 311,922      | Carlos Reutemann (Williams-Ford) | Alan Jones (Williams-Ford)       | Riccardo Patrese (Arrows-Ford)   | Nelson Piquet (Brabham-Ford)     | Marc Surer (Ensign-Ford)         | Alan Jones (Williams-Ford)       | Williams-Ford                |
| 03  | 12. April     | Argentinien (Buenos Aires)           | 316,304      | Nelson Piquet (Brabham-Ford)     | Carlos Reutemann (Williams-Ford) | Alain Prost (Renault)            | Nelson Piquet (Brabham-Ford)     | Nelson Piquet (Brabham-Ford)     | Carlos Reutemann (Williams-Ford) | Williams-Ford                |
| 04  | 3. Mai        | San Marino (Imola)                   | 302,400      | Nelson Piquet (Brabham-Ford)     | Riccardo Patrese (Arrows-Ford)   | Carlos Reutemann (Williams-Ford) | Gilles Villeneuve (Ferrari)      | Gilles Villeneuve (Ferrari)      | Carlos Reutemann (Williams-Ford) | Williams-Ford                |
| 05  | 17. Mai       | Belgien (Zolder)                     | 230,148      | Carlos Reutemann (Williams-Ford) | Jacques Laffite (Ligier-Matra)   | Nigel Mansell (Lotus-Ford)       | Carlos Reutemann (Williams-Ford) | Carlos Reutemann (Williams-Ford) | Carlos Reutemann (Williams-Ford) | Williams-Ford                |
| 06  | 31. Mai       | Monaco (Monte Carlo)                 | 251,712      | Gilles Villeneuve (Ferrari)      | Alan Jones (Williams-Ford)       | Jacques Laffite (Ligier-Matra)   | Nelson Piquet (Brabham-Ford)     | Alan Jones (Williams-Ford)       | Carlos Reutemann (Williams-Ford) | Williams-Ford                |
| 07  | 21. Juni      | Spanien (San Sebastián de los Reyes) | 264,970      | Gilles Villeneuve (Ferrari)      | Jacques Laffite (Ligier-Matra)   | John Watson (McLaren-Ford)       | Jacques Laffite (Ligier-Matra)   | Alan Jones (Williams-Ford)       | Carlos Reutemann (Williams-Ford) | Williams-Ford                |
| 08  | 5. Juli       | Frankreich (Prenois)                 | 304,000      | Alain Prost (Renault)            | John Watson (McLaren-Ford)       | Nelson Piquet (Brabham-Ford)     | René Arnoux (Renault)            | Alain Prost (Renault)            | Carlos Reutemann (Williams-Ford) | Williams-Ford                |
| 09  | 18. Juli      | Großbritannien (Silverstone)         | 320,892      | John Watson (McLaren-Ford)       | Carlos Reutemann (Williams-Ford) | Jacques Laffite (Ligier-Matra)   | René Arnoux (Renault)            | René Arnoux (Renault)            | Carlos Reutemann (Williams-Ford) | Williams-Ford                |
| 10  | 2. August     | Deutschland (Hockenheim)             | 305,505      | Nelson Piquet (Brabham-Ford)     | Alain Prost (Renault)            | Jacques Laffite (Ligier-Matra)   | Alain Prost (Renault)            | Alan Jones (Williams-Ford)       | Carlos Reutemann (Williams-Ford) | Williams-Ford                |
| 11  | 16. August    | Österreich (Spielberg)               | 314,926      | Jacques Laffite (Ligier-Matra)   | René Arnoux (Renault)            | Nelson Piquet (Brabham-Ford)     | René Arnoux (Renault)            | Jacques Laffite (Ligier-Matra)   | Carlos Reutemann (Williams-Ford) | Williams-Ford                |
| 12  | 30. August    | Niederlande (Zandvoort)              | 306,144      | Alain Prost (Renault)            | Nelson Piquet (Brabham-Ford)     | Alan Jones (Williams-Ford)       | Alain Prost (Renault)            | Alan Jones (Williams-Ford)       | Nelson Piquet (Brabham-Ford)     | Williams-Ford                |
| 13  | 13. September | Italien (Monza)                      | 301,600      | Alain Prost (Renault)            | Alan Jones (Williams-Ford)       | Carlos Reutemann (Williams-Ford) | René Arnoux (Renault)            | Carlos Reutemann (Williams-Ford) | Carlos Reutemann (Williams-Ford) | Williams-Ford                |
| 14  | 27. September | Kanada (Montréal)                    | 277,830      | Jacques Laffite (Ligier-Matra)   | John Watson (McLaren-Ford)       | Gilles Villeneuve (Ferrari)      | Nelson Piquet (Brabham-Ford)     | John Watson (McLaren-Ford)       | Carlos Reutemann (Williams-Ford) | Williams-Ford                |
| 15  | 17. Oktober   | Las Vegas (Paradise)                 | 273,750      | Alan Jones (Williams-Ford)       | Alain Prost (Renault)            | Bruno Giacomelli (Alfa Romeo)    | Carlos Reutemann (Williams-Ford) | Didier Pironi (Ferrari)          | Nelson Piquet (Brabham-Ford)     | Williams-Ford                |

## Rennberichte

### Großer Preis der USA West
| Platz | Fahrer           | Team          | Zeit        |
| ----- | ---------------- | ------------- | ----------- |
| 1     | Alan Jones       | Williams-Ford | 1:50:41,330 |
| 2     | Carlos Reutemann | Williams-Ford | + 9,190     |
| 3     | Nelson Piquet    | Brabham-Ford  | + 34,920    |
| PP    | Riccardo Patrese | Arrows-Ford   | 1:19,399    |
| SR    | Alan Jones       | Williams-Ford | 1:20,901    |

Der Große Preis der USA West in Long Beach (Kalifornien) fand am 15. März 1981 statt und ging über 80,5 Runden (261,706 km).

### Großer Preis von Brasilien
| Platz | Fahrer           | Team          | Zeit        |
| ----- | ---------------- | ------------- | ----------- |
| 1     | Carlos Reutemann | Williams-Ford | 2:00:23,660 |
| 2     | Alan Jones       | Williams-Ford | + 4,440     |
| 3     | Riccardo Patrese | Arrows-Ford   | + 1:03,080  |
| PP    | Nelson Piquet    | Brabham-Ford  | 1:35,079    |
| SR    | Marc Surer       | Ensign-Ford   | 1:54,302    |

Der Große Preis von Brasilien in Jacarepaguá, einem Vorort von Rio de Janeiro, fand am 29. März 1981 statt und ging über 62 Runden (311,922 km).
Der Schweizer Marc Surer fuhr bei diesem Grand Prix seine erste und einzige schnellste Rennrunde.

### Großer Preis von Argentinien
| Platz | Fahrer           | Team          | Zeit        |
| ----- | ---------------- | ------------- | ----------- |
| 1     | Nelson Piquet    | Brabham-Ford  | 1:34:32,740 |
| 2     | Carlos Reutemann | Williams-Ford | + 26,610    |
| 3     | Alain Prost      | Renault       | + 49,980    |
| PP    | Nelson Piquet    | Brabham-Ford  | 1:42,665    |
| SR    | Nelson Piquet    | Brabham-Ford  | 1:45,287    |

Der Große Preis von Argentinien in Buenos Aires fand am 12. April 1981 statt und ging über 53 Runden (316,304 km).

### Großer Preis von San Marino
| Platz | Fahrer            | Team          | Zeit        |
| ----- | ----------------- | ------------- | ----------- |
| 1     | Nelson Piquet     | Brabham-Ford  | 1:51:23,970 |
| 2     | Riccardo Patrese  | Arrows-Ford   | + 4,580     |
| 3     | Carlos Reutemann  | Williams-Ford | + 6,340     |
| PP    | Gilles Villeneuve | Ferrari       | 1:34,523    |
| SR    | Gilles Villeneuve | Ferrari       | 1:48,064    |

Der Große Preis von San Marino in Imola fand am 3. Mai 1981 statt und ging über 60 Runden (302,4 km).

### Großer Preis von Belgien
| Platz | Fahrer           | Team          | Zeit        |
| ----- | ---------------- | ------------- | ----------- |
| 1     | Carlos Reutemann | Williams-Ford | 1:16:31,610 |
| 2     | Jacques Laffite  | Ligier-Matra  | + 36,060    |
| 3     | Nigel Mansell    | Lotus-Ford    | + 43,690    |
| PP    | Carlos Reutemann | Williams-Ford | 1:22,280    |
| SR    | Carlos Reutemann | Williams-Ford | 1:23,300    |

Der Große Preis von Belgien in Zolder fand am 17. Mai 1981 statt und ging über 54 Runden (230,148 km).
Im Samstagstraining kam es zu einem tödlichen Unfall, bei dem Carlos Reutemann einen Mechaniker des Osella-Teams überfuhr. Einen weiteren Zwischenfall gab es beim Start des Rennens. Während ein Arrows-Mechaniker noch versuchte, den liegengebliebenen Wagen von Riccardo Patrese wieder zu starten, wurde aus unerklärlichen Gründen der Startvorgang eingeleitet. Siegfried Stohr fuhr auf seinen stehengebliebenen Teamkollegen Patrese auf, der Mechaniker geriet zwischen die Wagen und wurde schwer verletzt. Patrese und der schwer geschockte Stohr nahmen das nach drei Runden neu gestartete Rennen nicht wieder auf.
Das Rennen wurde nach 54 von 70 Runden wegen Regens abgebrochen.

### Großer Preis von Monaco
| Platz | Fahrer            | Team          | Zeit        |
| ----- | ----------------- | ------------- | ----------- |
| 1     | Gilles Villeneuve | Ferrari       | 1:54:23,380 |
| 2     | Alan Jones        | Williams-Ford | + 39,910    |
| 3     | Jacques Laffite   | Ligier-Matra  | + 1:29,240  |
| PP    | Nelson Piquet     | Brabham-Ford  | 1:25,710    |
| SR    | Alan Jones        | Williams-Ford | 1:27,470    |

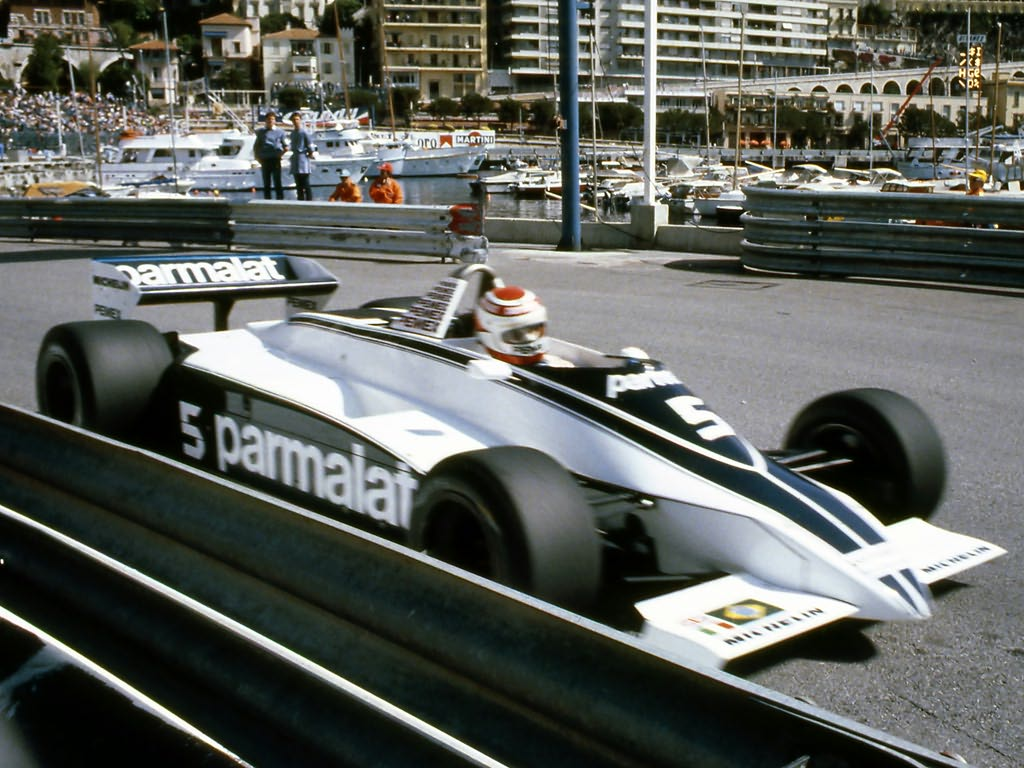
Nelson Piquet auf Brabham in Monaco

Der Große Preis von Monaco in Monte Carlo fand am 31. Mai 1981 statt und ging über 76 Runden (251,712 km).

### Großer Preis von Spanien
| Platz | Fahrer            | Team          | Zeit        |
| ----- | ----------------- | ------------- | ----------- |
| 1     | Gilles Villeneuve | Ferrari       | 1:46:35,010 |
| 2     | Jacques Laffite   | Ligier-Matra  | + 0,220     |
| 3     | John Watson       | McLaren-Ford  | + 0,580     |
| PP    | Jacques Laffite   | Ligier-Matra  | 1:13,754    |
| SR    | Alan Jones        | Williams-Ford | 1:17,818    |

Der Große Preis von Spanien auf dem Circuito del Jarama fand am 21. Juni 1981 statt und ging über eine Distanz von 80 Runden (264,960 km).

### Großer Preis von Frankreich
| Platz | Fahrer        | Team         | Zeit        |
| ----- | ------------- | ------------ | ----------- |
| 1     | Alain Prost   | Renault      | 1:35:48,130 |
| 2     | John Watson   | McLaren-Ford | + 2,290     |
| 3     | Nelson Piquet | Brabham-Ford | + 24,220    |
| PP    | René Arnoux   | Renault      | 1:05,950    |
| SR    | Alain Prost   | Renault      | 1:09,140    |

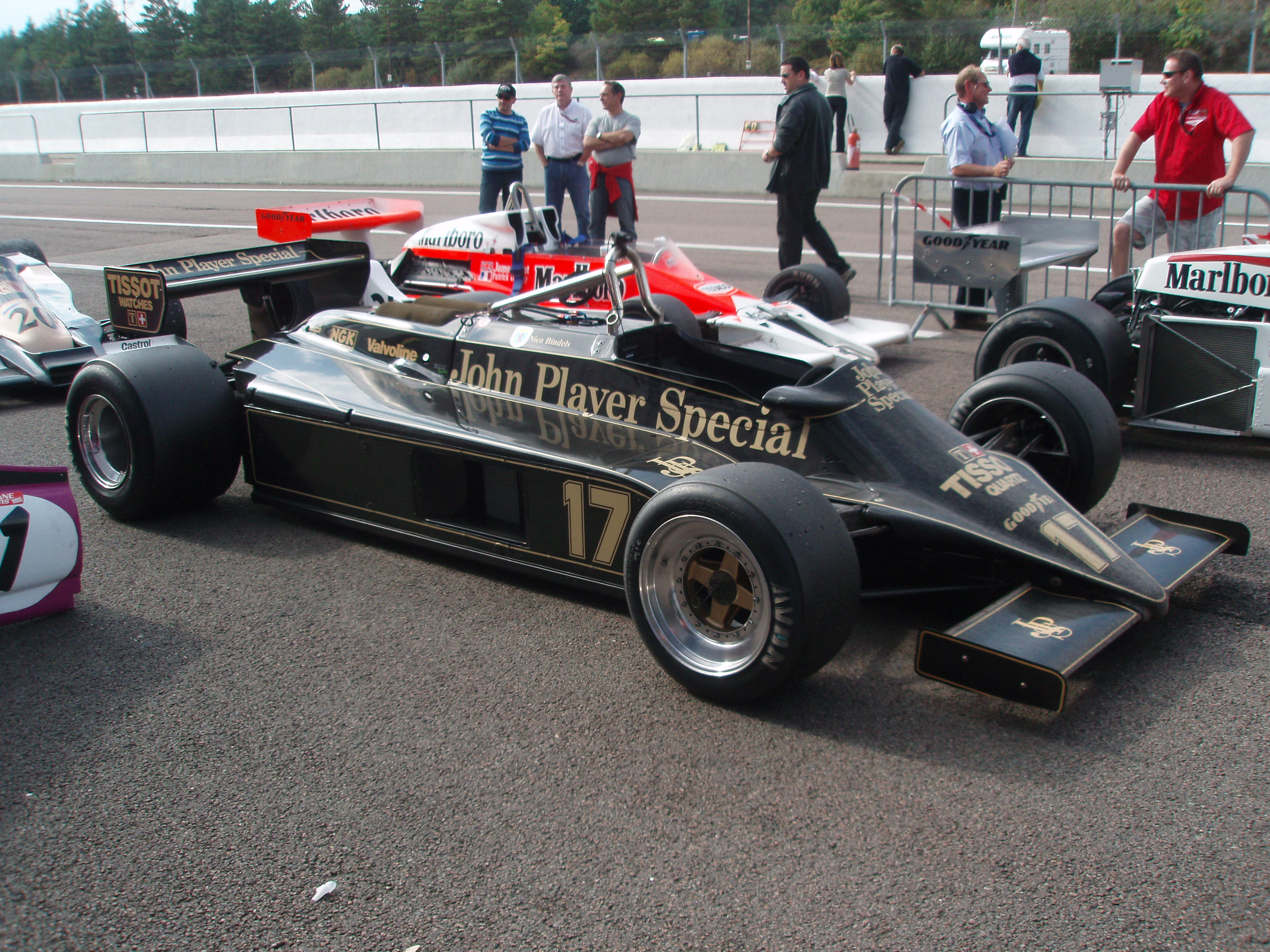
Lotus 87 Ford Cosworth in der Boxengasse der Rennstrecke von Dijon-Prenois

Der Große Preis von Frankreich auf dem Circuit de Dijon-Prenois fand am 5. Juli 1981 statt und ging über eine Distanz von 80 Runden (304,0 km).
Das Rennen wurde nach 58 Runden wegen Regens abgebrochen und danach für die restlichen 22 Runden neu gestartet.

### Großer Preis von Großbritannien
| Platz | Fahrer           | Team          | Zeit        |
| ----- | ---------------- | ------------- | ----------- |
| 1     | John Watson      | McLaren-Ford  | 1:26:54,800 |
| 2     | Carlos Reutemann | Williams-Ford | + 40,650    |
| 3     | Jacques Laffite  | Ligier-Matra  | + 1 Runde   |
| PP    | René Arnoux      | Renault       | 1:11,00     |
| SR    | René Arnoux      | Renault       | 1:15,06     |

Der Große Preis von Großbritannien in Silverstone fand am 18. Juli 1981 statt und ging über eine Distanz von 68 Runden (320,892 km).

### Großer Preis von Deutschland
| Platz | Fahrer          | Team          | Zeit        |
| ----- | --------------- | ------------- | ----------- |
| 1     | Nelson Piquet   | Brabham-Ford  | 1:25:55,600 |
| 2     | Alain Prost     | Renault       | + 11,520    |
| 3     | Jacques Laffite | Ligier-Matra  | + 1:04,600  |
| PP    | Alain Prost     | Renault       | 1:47,50     |
| SR    | Alan Jones      | Williams-Ford | 1:52,42     |

Der Große Preis von Deutschland auf dem Hockenheimring fand am 2. August 1981 statt und ging über eine Distanz von 45 Runden (305,505 km).

### Großer Preis von Österreich
| Platz | Fahrer          | Team         | Zeit        |
| ----- | --------------- | ------------ | ----------- |
| 1     | Jacques Laffite | Ligier-Matra | 1:27:36,470 |
| 2     | René Arnoux     | Renault      | + 5,170     |
| 3     | Nelson Piquet   | Brabham-Ford | + 7,340     |
| PP    | René Arnoux     | Renault      | 1:32,018    |
| SR    | Jacques Laffite | Ligier-Matra | 1:37,620\|} |

Der Große Preis von Österreich auf dem Österreichring in Spielberg fand am 16. August 1981 statt und ging über eine Distanz von 53 Runden (314,926 km).

### Großer Preis der Niederlande
| Platz | Fahrer        | Team          | Zeit        |
| ----- | ------------- | ------------- | ----------- |
| 1     | Alain Prost   | Renault       | 1:40:22,430 |
| 2     | Nelson Piquet | Brabham-Ford  | + 8,240     |
| 3     | Alan Jones    | Williams-Ford | + 35,500    |
| PP    | Alain Prost   | Renault       | 1:18,176    |
| SR    | Alan Jones    | Williams-Ford | 1:21,83     |

Der Große Preis der Niederlande in Zandvoort fand am 30. August 1981 statt und ging über eine Distanz von 72 Runden (306,144 km).

### Großer Preis von Italien
| Platz | Fahrer           | Team          | Zeit        |
| ----- | ---------------- | ------------- | ----------- |
| 1     | Alain Prost      | Renault       | 1:26:36,897 |
| 2     | Alan Jones       | Williams-Ford | + 22,175    |
| 3     | Carlos Reutemann | Williams-Ford | + 50,587    |
| PP    | René Arnoux      | Renault       | 1:33,457    |
| SR    | Carlos Reutemann | Williams-Ford | 1:37,528\|} |

Der Große Preis von Italien in Monza fand am 13. September 1981 statt und ging über eine Distanz von 52 Runden (301,60 km).

### Großer Preis von Kanada
| Platz | Fahrer            | Team         | Zeit        |
| ----- | ----------------- | ------------ | ----------- |
| 1     | Jacques Laffite   | Ligier-Matra | 2:01:25,200 |
| 2     | John Watson       | McLaren-Ford | + 6,230     |
| 3     | Gilles Villeneuve | Ferrari      | + 1.50,270  |
| PP    | Nelson Piquet     | Brabham-Ford | 1:29,211    |
| SR    | John Watson       | McLaren-Ford | 1:49,475    |

Der Große Preis von Kanada in Montreal fand am 27. September 1981 statt und ging über 63 Runden (277,83 km).

### Großer Preis von Las Vegas
| Platz | Fahrer           | Team          | Zeit        |
| ----- | ---------------- | ------------- | ----------- |
| 1     | Alan Jones       | Williams-Ford | 1:44:09,077 |
| 2     | Alain Prost      | Renault       | + 20,048    |
| 3     | Bruno Giacomelli | Alfa Romeo    | + 20,428    |
| PP    | Carlos Reutemann | Williams-Ford | 1:17,821    |
| SR    | Didier Pironi    | Ferrari       | 1:20,156    |

Der Große Preis von Las Vegas auf dem Caesars Palace Grand Prix Circuit in Las Vegas fand am 17. Oktober 1981 statt und ging über eine Distanz von 75 Runden (273,75 km).
Nelson Piquet wurde Fünfter und gewann damit den Fahrer-WM-Titel 1981. Der bisherige Führende in der WM-Wertung Carlos Reutemann kam als Achter durchs Ziel.

## Weltmeisterschaftswertungen
Die sechs erstplatzierten Fahrer jedes Rennens erhielten Punkte nach folgendem Schema:
| Platz  | 1 | 2 | 3 | 4 | 5 | 6 |
| Punkte | 9 | 6 | 4 | 3 | 2 | 1 |

In der Fahrerwertung wurden die besten elf Resultate, in der Konstrukteurswertung alle Resultate gewertet.

### Fahrerwertung
| Pos. | Fahrer          | Konstrukteur    |     |     |     |     |     |      |     |     |     |     |     |     |     |     |     | Punkte |
| 01   | N. Piquet       | Brabham-Ford    | 3   | 12  | 1   | 1   | DNF | DNF  | DNF | 3   | DNF | 1   | 3   | 2   | 6   | 5   | 5   | 50     |
| 02   | C. Reutemann    | Williams-Ford   | 2   | 1   | 2   | 3   | 1   | DNF  | 4   | 10  | 2   | DNF | 5   | DNF | 3   | 10  | 8   | 49     |
| 03   | A. Jones        | Williams-Ford   | 1   | 2   | 4   | 12  | DNF | 2    | 7   | 17  | DNF | 11  | 4   | 3   | 2   | DNF | 1   | 46     |
| 04   | J. Laffite      | Ligier-Matra    | DNF | 6   | DNF | DNF | 2   | 3    | 2   | DNF | 3   | 3   | 1   | DNF | DNF | 1   | 6   | 44     |
| 05   | A. Prost        | Renault         | DNF | DNF | 3   | DNF | DNF | DNF  | DNF | 1   | DNF | 2   | DNF | 1   | 1   | DNF | 2   | 43     |
| 06   | J. Watson       | McLaren-Ford    | DNF | 8   | DNF | 10  | 7   | DNF  | 3   | 2   | 1   | 6   | 6   | DNF | DNF | 2   | 7   | 27     |
| 07   | G. Villeneuve   | Ferrari         | DNF | DNF | DNF | 7   | 4   | 1    | 1   | DNF | DNF | 10  | DNF | DNF | DNF | 3   | DSQ | 25     |
| 08   | E. de Angelis   | Lotus-Ford      | DNF | 5   | 6   |     | 5   | DNF  | 5   | 6   | DSQ | 7   | 7   | 5   | 4   | 6   | DNF | 14     |
| 09   | R. Arnoux       | Renault         | 8   | DNF | 5   | 8   | DNQ | DNF  | 9   | 4   | 9   | 13  | 2   | DNF | DNF | DNF | DNF | 11     |
| 10   | H. Rebaque      | Brabham-Ford    | DNF | DNF | DNF | 4   | DNF | DNQ  | DNF | 9   | 5   | 4   | DNF | 4   | DNF | DNF | DNF | 11     |
| 11   | R. Patrese      | Arrows-Ford     | DNF | 3   | 7   | 2   | DNF | DNF  | DNF | 14  | 10  | DNF | DNF | DNF | DNF | DNF | 11  | 10     |
| 12   | E. Cheever      | Tyrrell-Ford    | 5   | NC  | DNF | DNF | 6   | 5    | NC  | 13  | 4   | 5   | DNQ | DNF | DNF | 12  | DNF | 10     |
| 13   | D. Pironi       | Ferrari         | DNF | DNF | DNF | 5   | 8   | 4    | 15  | 5   | DNF | DNF | 9   | DNF | 5   | DNF | 9   | 9      |
| 14   | N. Mansell      | Lotus-Ford      | DNF | 11  | DNF |     | 3   | DNF  | 6   | 7   | DNQ | DNF | DNF | DNF | DNF | DNF | 4   | 8      |
| 15   | B. Giacomelli   | Alfa Romeo      | DNF | NC  | 10  | DNF | 9   | DNF  | 10  | 15  | DNF | 15  | DNF | DNF | 8   | 4   | 3   | 7      |
| 16   | M. Surer        | Ensign-Ford     | DNF | 4   | DNF | 9   | 11  | 6    |     |     |     |     |     |     |     |     |     | 4      |
| 16   | M. Surer        | Theodore-Ford   |     |     |     |     |     |      |     | 12  | 11  | 14  | DNF | 8   | DNQ | 9   | DNF | 0      |
| 17   | M. Andretti     | Alfa Romeo      | 4   | DNF | 8   | DNF | 10  | DNF  | 8   | 8   | DNF | 9   | DNF | DNF | DNF | 7   | DNF | 3      |
| 18   | A. de Cesaris   | McLaren-Ford    | DNF | DNF | 11  | 6   | DNF | DNF  | DNF | 11  | DNF | DNF | 8   | DNS | 7   | DNF | 12  | 1      |
| 19   | P. Tambay       | Theodore-Ford   | 6   | 10  | DNF | 11  | DNQ | 7    | 13  |     |     |     |     |     |     |     |     | 1      |
| 19   | P. Tambay       | Ligier-Matra    |     |     |     |     |     |      |     | DNF | DNF | DNF | DNF | DNF | DNF | DNF | DNF | 0      |
| 20   | S. Borgudd      | ATS-Ford        |     |     |     | 13  | DNQ | DNPQ | DNQ | DNQ | 6   | DNF | DNF | 10  | DNF | DNF | DNQ | 1      |
| 21   | E. Salazar      | March-Ford      | DNQ | DNQ | DNQ | DNF | DNQ | DNPQ |     |     |     |     |     |     |     |     |     | 0      |
| 21   | E. Salazar      | Ensign-Ford     |     |     |     |     |     |      | 14  | DNF | DNQ | NC  | DNF | 6   | DNF | DNF | NC  | 1      |
| 22   | J.-P. Jarier    | Ligier-Matra    | DNF | 7   |     |     |     |      |     |     |     |     |     |     |     |     |     | 0      |
| 22   | J.-P. Jarier    | Osella-Ford     |     |     |     |     |     |      |     |     | 8   | 8   | 10  | DNF | 9   | DNF | DNF | 0      |
| 23   | D. Daly         | March-Ford      | DNQ | DNQ | DNQ | DNQ | DNQ | DNPQ | 16  | DNF | 7   | DNF | 11  | DNF | DNF | 8   | DNQ | 0      |
| 24   | S. Stohr        | Arrows-Ford     | DNQ | DNF | 9   | DNQ | DNF | DNF  | DNF | DNQ | DNF | 12  | DNF | 7   | DNQ |     |     | 0      |
| 25   | C. Serra        | Fittipaldi-Ford | 7   | DNF | DNF | DNQ | DNF | DNQ  | 11  | DNS | DNQ | DNQ |     | DNQ | DNQ | DNQ | DNQ | 0      |
| 26   | K. Rosberg      | Fittipaldi-Ford | DNF | 9   | DNF | DNF | DNF | DNQ  | 12  | DNF | DNF | DNQ |     | DNQ | DNQ | DNQ | 10  | 0      |
| 27   | M. Alboreto     | Tyrrell-Ford    |     |     |     | DNF | 12  | DNF  | DNQ | 16  | DNF | DNQ | DNF | 9   | DNF | 11  | 13  | 0      |
| 28   | B. Henton       | Toleman-Hart    |     |     |     | DNQ | DNQ | DNPQ | DNQ | DNQ | DNQ | DNQ | DNQ | DNQ | 10  | DNQ | DNQ | 0      |
| 29   | J. Lammers      | ATS-Ford        | DNF | DNQ | 12  | DNQ |     |      |     |     |     |     |     |     |     |     |     | 0      |
| 30   | R. Zunino       | Tyrrell-Ford    |     | 13  | 13  |     |     |      |     |     |     |     |     |     |     |     |     | 0      |
| 31   | P. Ghinzani     | Osella-Ford     |     |     |     |     | 13  | DNQ  |     |     |     |     |     |     |     |     |     | 0      |
| –    | J.-P. Jabouille | Ligier-Matra    |     |     | DNQ | NC  | DNF | DNQ  | DNF |     |     |     |     |     |     |     |     | 0      |
| –    | B. Gabbiani     | Osella-Ford     | DNF | DNQ | DNQ | DNF | DNF | DNQ  | DNQ | DNQ | DNQ | DNQ | DNQ | DNQ | DNQ | DNQ | DNQ | 0      |
| –    | D. Warwick      | Toleman-Hart    |     |     |     | DNQ | DNQ | DNPQ | DNQ | DNQ | DNQ | DNQ | DNQ | DNQ | DNQ | DNQ | DNF | 0      |
| –    | M. Guerra       | Osella-Ford     | DNQ | DNQ | DNQ | DNF |     |      |     |     |     |     |     |     |     |     |     | 0      |

| Legende  | Legende            | Legende                                                          |
| Farbe    | Abkürzung          | Bedeutung                                                        |
| -------- | ------------------ | ---------------------------------------------------------------- |
| Gold     | –                  | Sieg                                                             |
| Silber   | –                  | 2. Platz                                                         |
| Bronze   | –                  | 3. Platz                                                         |
| Grün     | –                  | Platzierung in den Punkten                                       |
| Blau     | –                  | Klassifiziert außerhalb der Punkteränge                          |
| Violett  | DNF                | Rennen nicht beendet (did not finish)                            |
| Violett  | NC                 | nicht klassifiziert (not classified)                             |
| Rot      | DNQ                | nicht qualifiziert (did not qualify)                             |
| Rot      | DNPQ               | in Vorqualifikation gescheitert (did not pre-qualify)            |
| Schwarz  | DSQ                | disqualifiziert (disqualified)                                   |
| Weiß     | DNS                | nicht am Start (did not start)                                   |
| Weiß     | WD                 | zurückgezogen (withdrawn)                                        |
| Hellblau | PO                 | nur am Training teilgenommen (practiced only)                    |
| Hellblau | TD                 | Freitags-Testfahrer (test driver)                                |
| ohne     | DNP                | nicht am Training teilgenommen (did not practice)                |
| ohne     | INJ                | verletzt oder krank (injured)                                    |
| ohne     | EX                 | ausgeschlossen (excluded)                                        |
| ohne     | DNA                | nicht erschienen (did not arrive)                                |
| ohne     | C                  | Rennen abgesagt (cancelled)                                      |
| ohne     | keine WM-Teilnahme |                                                                  |
| sonstige | P/fett             | Pole-Position                                                    |
| sonstige | 1/2/3/4/5/6/7/8    | Punktplatzierung im Sprint-/Qualifikationsrennen                 |
| sonstige | SR/kursiv          | Schnellste Rennrunde                                             |
| sonstige | *                  | nicht im Ziel, aufgrund der zurückgelegten Distanz aber gewertet |
| sonstige | ()                 | Streichresultate                                                 |
| sonstige | unterstrichen      | Führender in der Gesamtwertung                                   |

### Konstrukteurswertung

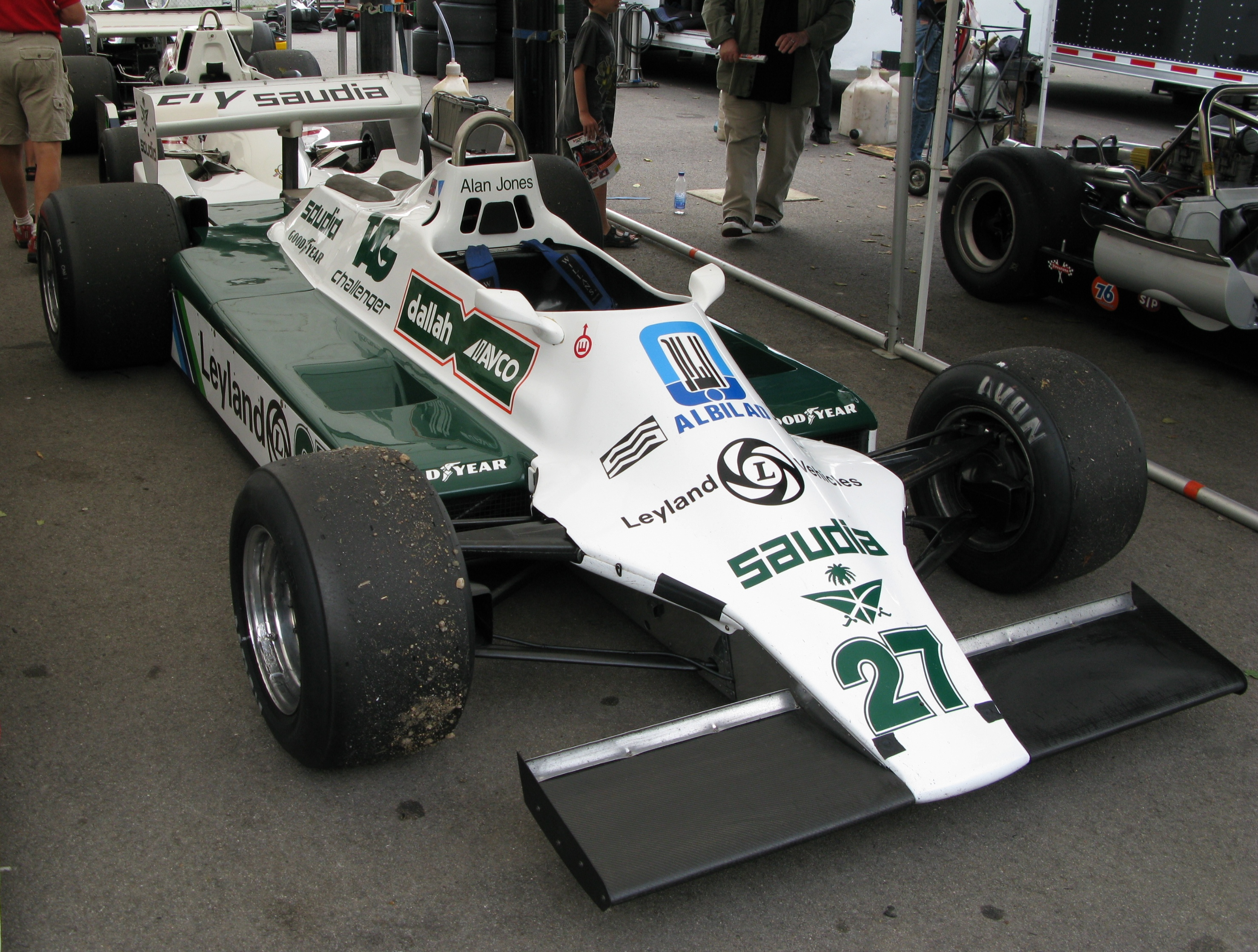
Williams FW07 Ford Cosworth von 1981

| Pos. | Konstrukteur  | Punkte |
| ---- | ------------- | ------ |
| 1    | Williams-Ford | 95     |
| 2    | Brabham-Ford  | 61     |
| 3    | RenaultT      | 54     |
| 4    | Ligier-Matra  | 44     |
| 5    | FerrariT      | 34     |
| 6    | McLaren-Ford  | 28     |
| 7    | Lotus-Ford    | 22     |
| 8    | Arrows-Ford   | 10     |
| 9    | Alfa Romeo    | 10     |

| Pos. | Konstrukteur    | Punkte |
| ---- | --------------- | ------ |
| 10   | Tyrrell-Ford    | 10     |
| 11   | Ensign-Ford     | 5      |
| 12   | Theodore-Ford   | 1      |
| 13   | ATS-Ford        | 1      |
| 14   | March-Ford      | 0      |
| 15   | Fittipaldi-Ford | 0      |
| 16   | Osella-Ford     | 0      |
| 17   | Toleman-HartT   | 0      |

T = Turbomotor

## Kurzmeldungen Formel 1
- Der zweifache Weltmeister Emerson Fittipaldi trat zurück.
- Beim GP Spanien lagen die ersten fünf innerhalb von 1,24 Sekunden.
- John Watson gewann den GP Großbritannien – es war der erste Sieg für ein Kohlefaserchassis und der erste für McLaren in der Ron-Dennis-Ära.
- Niki Lauda gab sein Comeback bekannt; Alan Jones hörte auf.